# Хуана Марія
Хуана-Марія (ісп. Juana Marie, померла 19 жовтня 1853) — відоміша в історії як Самотня жінка з острова Сан-Ніколас (її індіанське ім'я невідоме), остання представниця індіанського племені ніколеньо. Вона жила на самоті на острові Сан-Ніколас біля узбережжя Каліфорнії з 1835 до 1853 року. На основі її історії американський дитячий письменник Скотт О'Делл написав повість «Острів блакитних дельфінів».

## Біографія
1814 року група алеутських мисливців на видр з Російсько-американської компанії перебила більшість жителів Сан-Ніколаса після того, як одного остров'янина звинуватили у вбивстві мисливця. Внаслідок цього, до 1835 року індіанське населення острова, яке колись доходило до 300 осіб, скоротилося до менш ніж 20.
Дізнавшись про тяжке становище племені, католицька місія Санта-Барбари спорядила рятувальну експедицію. Шхуна «Peor es Nada» під командуванням Чарльза Хаббарда відпливла з Монтерея до Сан-Ніколаса наприкінці листопада 1835. Прибувши на острів, люди Хаббарда зібрали індіанців на березі й перевезли їх на борт. Хуани-Марії, однак, серед них не було, шхуна була змушена поспішно відплисти від острова через сильну бурю, залишивши жінку на березі. Пізніше з'явилася більш романтична версія, згідно з якої Хуана-Марія кинулася за борт і допливла до острова, коли дізналася, що там забули її дитину.
Хаббард висадив остров'ян у бухті Сан-Педро, після чого багато з них поселились в місії Сан-Габріель. Серед них був високий рівень смертності, оскільки індіанці не мали імунітету до захворювань зі Старого Світу. Чорний Яструб, останній чоловік племені ніколеньо, за наявними даними, осліп незабаром після цього й потонув, впавши з крутого берега. Хаббард був не в змозі одразу ж повернутися за Хуаною-Марією, оскільки йому довелося вирушити у вантажний рейс, а приблизно через місяць «Peor es Nada» зазнала аварії біля входу в затоку Сан-Франциско. Відсутність інших доступних суден у середині 1830-х років призвела до затримки подальших спроб порятунку.
Виявив її вже 18 років потому мисливець на хутрових звірів з Санта-Барбари Джордж Нідевер. До цього він вже двічі робив спроби знайти її, лише втретє, восени 1853, один з людей Нідевера виявив людські сліди на пляжі та шматки тюленячого жиру, залишені сушитися. Незабаром знайшли й саму жінку, яка жила в грубій хатині, частково побудованій з китових кісток. Одягом в неї була спідниця із зелених бакланових пір'їн. Імовірно, вона також жила в печері неподалік.

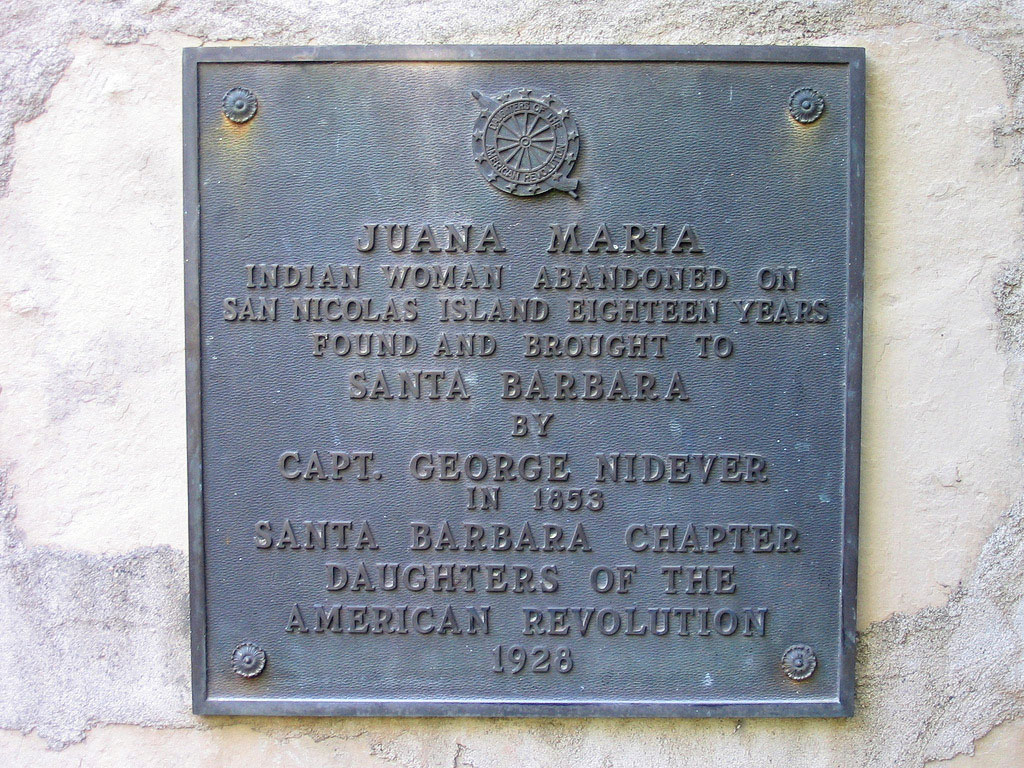
Меморіальна дошка на згадку про Хуану-Марію

Згодом Хуану-Марію доставили в місію Санта-Барбари, проте її мову ніхто не розумів, оскільки всі її одноплемінники вже померли. Їй було дозволено жити у Нідевера, який описував її як «жінку середнього зросту, але достатньо товсту. Їй було приблизно 50 років, але вона як і раніше залишалася міцною та енергійною. У неї було приємне обличчя, коли вона посміхалася. Зуби збереглися всі, але були зношені до ясен». Загалом на материку Хуана-Марія прожила сім тижнів, поки не померла або від надмірного захоплення незвичною їжею, або від шигельозу, який тоді називали дизентерією. Перед смертю отець Санчес хрестив її й дав іспанське ім'я Хуана-Марія. Її поховали в безіменній могилі на сімейній ділянці Нідеверів на кладовищі місії Санта-Барбари. 1928 року організація Дочок американської революції розмістила там меморіальну дошку на її честь.

## Спадщина
Дитяча книга «Острів блакитних дельфінів» Скотта О'Делла багато в чому ґрунтується на біографії Хуани-Марії. Головна героїня роману, Карана, переживає багато випробувань, з якими повинна була зіткнутися Хуана-Марія, залишившись на самоті на Сан-Ніколасі. 1964 року вийшла екранізація книги, в якій Карану зіграла американська актриса Селія Кей.